# Laser Airlines
Pour les articles homonymes, voir Laser (homonymie).
Laser Airlines (Code AITA : QL ; Code OACI : LER) est une compagnie aérienne basée à Caracas au Venezuela, créée en septembre 1993. 
Laser Airlines (Línea Aérea de Servicio Ejecutivo Regional C.A.) a commencé ses vols commerciaux depuis Porlamar vers Maiquetía, le vol numéro 911, le 11 mars 1994.

## Flotte

### Flotte actuelle
En octobre 2020, la compagnie Laser Airlines compte les avions suivants :

Ancien logo de la compagnie

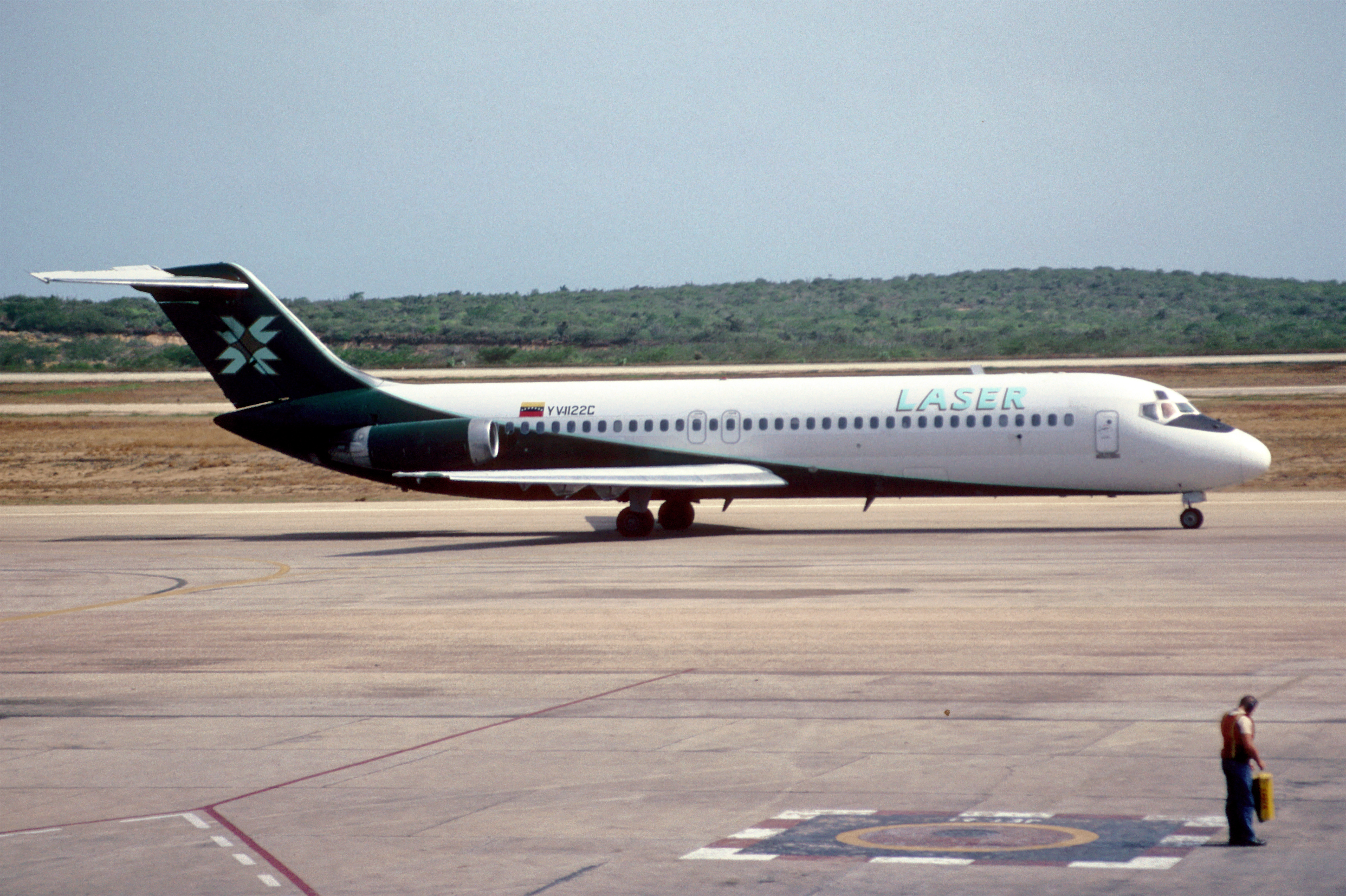
Un ancien DC-9-32 de la compagnie

### Flotte retirée
La compagnie a auparavant exploité les types d'appareils suivants :